# Colonel de Basil
Colonel de Basil (* 16. September 1888 laut Pass in Kaunas, wahrscheinlicher aber in Baku; † 27. Juli 1951 in Paris, Geburtsname Wassili Grigorjewitsch Woskressensky/russisch Василий Григорьевич Воскресенский) war ein russisch-englischer Ballett-Manager.

## Leben
Als Oberst des Kuban-Kosakenheers kämpfte er von 1917 bis 1918 im Ersten Weltkrieg. 1919 emigrierte er nach Paris und wurde 1925 Assistent des Fürsten Alexis Zereteli, der in Paris und London russische Opernsaisons veranstaltete. 1932 gründete Basil zusammen mit René Blum Les Ballets Russes de Monte Carlo. 1933 wurde Basil Allgemeiner Direktor, Blum Künstlerischer Direktor. Die in Monte Carlo beheimatete Truppe trat schon 1934 als Ballets Russes du Col. W. de Basil auf, während Blum noch als Künstlerischer Direktor genannt wurde.
Seit 1934 tanzte die Kompanie überwiegend in London und den USA. Im April 1935 kamen Blum und Basil überein, eigene Wege zu gehen, wofür der Oberst eine Abfindung von 250.000 Francs zahlte. Im April 1936 gründete Blum dann sein eigenes Ballet de Monte Carlo. Aus Basils Truppe wurde nach mehreren Umbenennungen im Oktober 1939 endgültig das Original Ballet Russe.